# Canton de Montigny-lès-Metz
Le canton de Montigny-lès-Metz est une circonscription électorale française située dans le département de la Moselle et la région Grand Est.

## Géographie
Ce canton est organisé autour de Montigny-lès-Metz dans l'arrondissement de Metz. Son altitude varie de 165 m à 360 m (Scy-Chazelles).

## Histoire
Le canton de Montigny-lès-Metz a été créé par décret du 8 août 1967 scindant le canton de Metz-Campagne.
Le canton était situé dans l'arrondissement de Metz-Campagne jusqu'au 31 décembre 2014.
À la suite du redécoupage cantonal de 2014, les limites territoriales du canton sont remaniées. Le nombre de communes du canton passe de 7 à 6. Il est formé de communes des anciens cantons de Woippy (4 communes), de Montigny-lès-Metz (1 commune) et de Verny (1 commune)

## Représentation

### Représentation avant 2015
| Période | Période          | Identité             | Étiquette    | Qualité |
| ------- | ---------------- | -------------------- | ------------ | --- |
| 1967    | 1973             | Raymond Doerflinger  | CD           | Haut-fonctionnaire européen Adjoint au maire de Montigny-lès-Metz                                                                     |
| 1973    | 1979             | Maurice Déro         | UDR puis RPR | Pharmacien à Montigny-les-Metz |
| 1979    | 1985             | Jean-Pierre Masseret | PS           | Inspecteur principal des Impôts Conseiller municipal de Metz (1983-1985) Sénateur (1983-1997 puis 2001-2011)                          |
| 1985    | 1992             | Maurice Déro         | RPR          | Pharmacien Adjoint au maire de Montigny-les-Metz                                                                                      |
| 1992    | 1998             | Raymond Doerflinger  | UDF-CDS      | Haut-fonctionnaire Maire de Montigny-lès-Metz (1981-2001)                                                                             |
| 1998    | 2010 (démission) | Jean-Luc Bohl        | DVD puis NC  | Maire de Montigny-lès-Metz depuis 2001 Président de la Communauté d'agglomération de Metz Métropole Vice-président du Conseil général |
| 2011    | 2015             | Lucien Vetsch        | DVD          | Garagiste retraité Premier adjoint au maire de Montigny-lès-Metz                                                                      |

### Représentation à partir de 2015
| Période élective | Période élective | Mandat | Mandat   | Identité           | Nuance | Nuance | Qualité |
| ---------------- | ---------------- | ------ | -------- | ------------------ | ------ | ------ | --- |
| 2015             | 2021             | 2015   | 2021     | Marie-Louise Kuntz |        | LR     | Chef d'entreprise Ancienne conseillère générale du Canton de Woippy (2011-2015) Vice-présidente du département conseillère régionale de Lorraine                                             |
| 2015             | 2021             | 2015   | 2021     | Lucien Vetsch      |        | UDI    | Garagiste retraité Adjoint au maire de Montigny-lès-Metz |
| 2021             | 2028             | 2021   | en cours | Jean-Luc Bohl      |        | UDI    | Maire de Montigny-lès-Metz depuis 2001, ancien Premier Vice-Président du conseil régional (2016-2021), ancien Président de Metz Métropole (2008_2020), ancien conseiller général (1998-2010) |
| 2021             | 2028             | 2021   | en cours | Marie-Louise Kuntz |        | LR     | Conseillère sortante, 4e Vice-Présidente du conseil départemental |

### Résultats détaillés

#### Élections de mars 2015
À l'issue du 1er tour des élections départementales de 2015, deux binômes sont en ballottage : Marie-Louise Kuntz et Lucien Vetsch (Union de la Droite, 42,43 %) et Maria Albrech et Aymeric Perraud (FN, 27,99 %). Le taux de participation est de 45,37 % (15 556 votants sur 34 285 inscrits) contre 44,87 % au niveau départemental et 50,17 % au niveau national.
Au second tour, Marie-Louise Kuntz et Lucien Vetsch (Union de la Droite) sont élus avec 68,66 % des suffrages exprimés et un taux de participation de 44,07 % (9 511 voix pour 15 109 votants et 34 284 inscrits).

#### Élections de juin 2021
Le premier tour des élections départementales de 2021 est marqué par un très faible taux de participation (33,26 % au niveau national). Dans le canton de Montigny-lès-Metz, ce taux de participation est de 29,45 % (9 505 votants sur 32 274 inscrits) contre 26,75 % au niveau départemental. À l'issue de ce premier tour, deux binômes sont en ballottage : Jean-Luc Bohl et Marie-Louise Kuntz (Union à droite, 58,22 %) et Yacine Tissnaoui et Irma Vollmer (Union à gauche avec des écologistes, 21,04 %).
Le second tour des élections est marqué une nouvelle fois par une abstention massive équivalente au premier tour. Les taux de participation sont de 34,36 % au niveau national, 27,16 % dans le département et 30,73 % dans le canton de Montigny-lès-Metz. Jean-Luc Bohl et Marie-Louise Kuntz (Union à droite) sont élus avec 73,22 % des suffrages exprimés (6 771 voix pour 9 917 votants et 32 275 inscrits),,. 

## Composition

### De 1967 à 2015

Situation du canton de Montigny-lès-Metz dans l'Arrondissement de Metz-Campagne avant 2015.

Le canton de Montigny-lès-Metz regroupait 7 communes.
Il était un des rares cantons à être divisé en plusieurs parties, en l'occurrence 3.
| Nom                           | Code Insee | Codepostal | Superficie (km2) | Population (dernière pop. légale) | Densité (hab./km2) |
| ----------------------------- | ---------- | ---------- | ---------------- | --------------------------------- | ------------------ |
| Montigny-lès-Metz (chef-lieu) | 57480      | 57950      | 6,70             | 21 990 (2012)                     | 3 282              |
| Augny                         | 57039      | 57685      | 14,98            | 2 172 (2012)                      | 145                |
| Chieulles                     | 57142      | 57070      | 2,61             | 412 (2012)                        | 158                |
| Mey                           | 57467      | 57070      | 1,91             | 307 (2012)                        | 161                |
| Saint-Julien-lès-Metz         | 57616      | 57070      | 4,55             | 2 948 (2012)                      | 648                |
| Vantoux                       | 57693      | 57070      | 2,45             | 909 (2012)                        | 371                |
| Vany                          | 57694      | 57070      | 3,10             | 328 (2012)                        | 106                |

### Composition après 2015
Le canton de Montigny-lès-Metz comprend désormais six communes entières.
| Nom                                       | Code Insee | Intercommunalité      | Superficie (km2) | Population (dernière pop. légale) | Densité (hab./km2) | Modifier                                    |
| ----------------------------------------- | ---------- | --------------------- | ---------------- | --------------------------------- | ------------------ | ------------------------------------------- |
| Montigny-lès-Metz (bureau centralisateur) | 57480      | Eurométropole de Metz | 6,70             | 21 869 (2022)                     | 3 264              | modifier les données · modifier les données |
| Le Ban-Saint-Martin                       | 57049      | Eurométropole de Metz | 1,59             | 4 637 (2022)                      | 2 916              | modifier les données · modifier les données |
| Longeville-lès-Metz                       | 57412      | Eurométropole de Metz | 2,71             | 4 017 (2022)                      | 1 482              | modifier les données · modifier les données |
| Marly                                     | 57447      | Eurométropole de Metz | 10,80            | 9 937 (2022)                      | 920                | modifier les données · modifier les données |
| Plappeville                               | 57545      | Eurométropole de Metz | 2,54             | 2 025 (2022)                      | 797                | modifier les données · modifier les données |
| Scy-Chazelles                             | 57642      | Eurométropole de Metz | 4,52             | 2 665 (2022)                      | 590                | modifier les données · modifier les données |
| Canton de Montigny-lès-Metz               | 5715       |                       | 28,86            | 45 150 (2022)                     | 1 564              | modifier les données                        |

## Démographie

### Démographie avant 2015
| 1968   | 1975   | 1982   | 1990   | 1999   | 2006   | 2011   | 2012   |
| ------ | ------ | ------ | ------ | ------ | ------ | ------ | ------ |
| 29 020 | 29 558 | 27 711 | 27 981 | 29 890 | 30 135 | 29 481 | 29 066 |

### Démographie depuis 2015
En 2022, le canton comptait 45 150 habitants, en évolution de +0,67 % par rapport à 2016 (Moselle : +0,52 %, France hors Mayotte : +2,11 %).
| 2013   | 2018   | 2022   |
| ------ | ------ | ------ |
| 44 674 | 45 015 | 45 150 |